# Schizachyrium

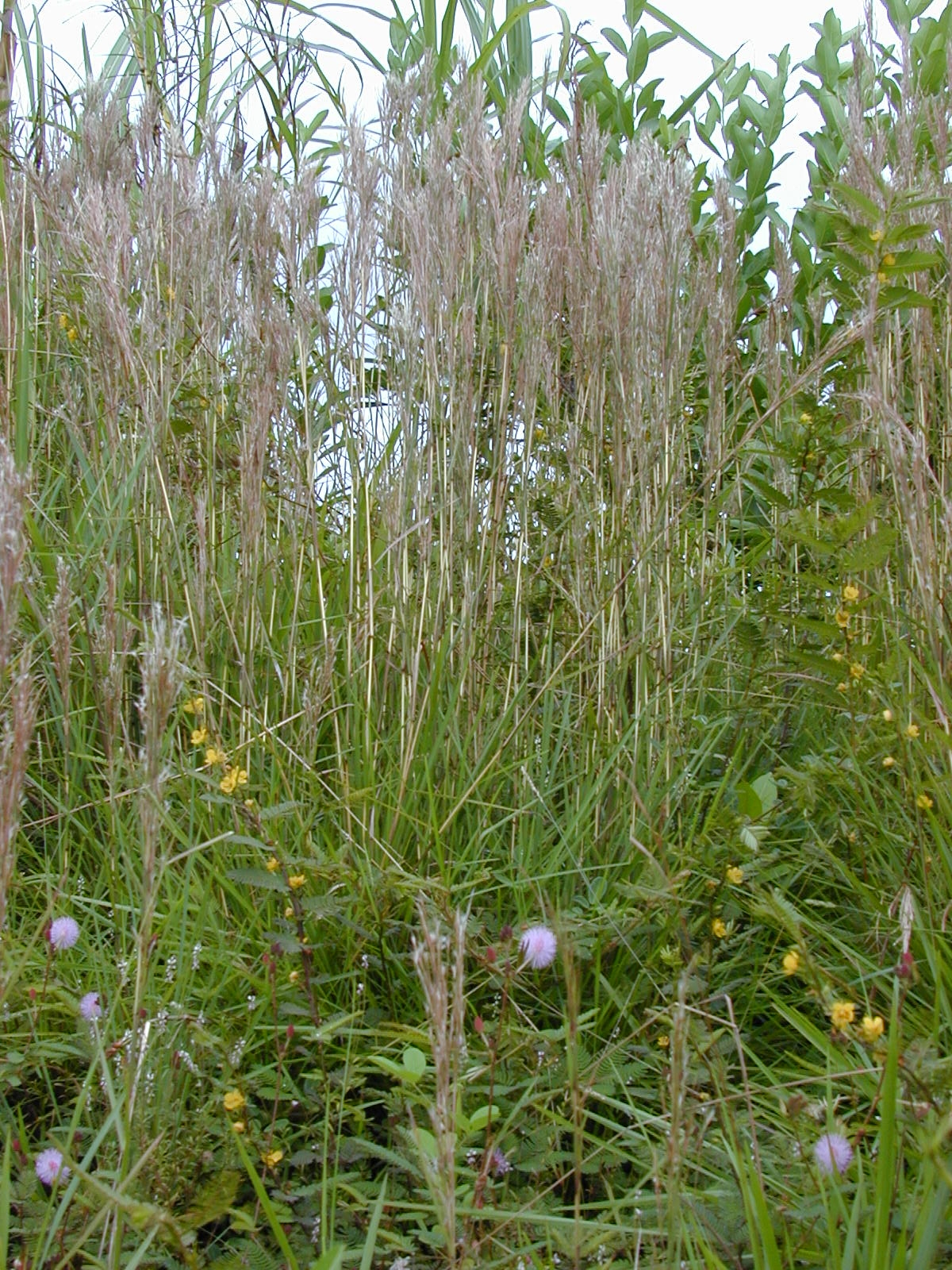
Schizachyrium condensatum

Schizachyrium es un género de plantas herbáceas de la familia de las poáceas. Es originario de las regiones tropicales del mundo.

## Etimología
El nombre del género deriva de las palabras griegas schizein (dividir) y achuron (paja), refiriéndose al lema superior. 

## Citología
El número cromosómico básico es x = 5 y 10, con números cromosómicos somáticos de 2n = 20, 30, 40, y 50.

## Especies
| - Schizachyrium acuminatum - Schizachyrium alatum - Schizachyrium alopecurus - Schizachyrium ambalavense - Schizachyrium beckii - Schizachyrium bemarivense - Schizachyrium biciliatum - Schizachyrium bimucronatum - Schizachyrium bootanense - Schizachyrium brevifolium - Schizachyrium cirratum - Schizachyrium cirratus - Schizachyrium claudopus - Schizachyrium compressum - Schizachyrium condensatum - Schizachyrium crinizonatum - Schizachyrium cryptopodum - Schizachyrium cubense - Schizachyrium curasavicum - Schizachyrium delavayi - Schizachyrium delicatum - Schizachyrium djalonicum - Schizachyrium dolosum - Schizachyrium domingense - Schizachyrium engleri - Schizachyrium exile - Schizachyrium fasciculatum - Schizachyrium feense - Schizachyrium filiforme - Schizachyrium fragile - Schizachyrium gaumeri - Schizachyrium geniculata - Schizachyrium glabrescens - Schizachyrium gracile - Schizachyrium gracilipes - Schizachyrium gresicola - Schizachyrium griseum - Schizachyrium hirtiflorum - Schizachyrium imberbe - Schizachyrium impressum - Schizachyrium inclusum - Schizachyrium inspersum - Schizachyrium intermedium - Schizachyrium iringense - Schizachyrium jangambiense - Schizachyrium jeffreysii - Schizachyrium kelleri - Schizachyrium kwiluense - Schizachyrium lactiflorum - Schizachyrium lindiense - Schizachyrium lindiensis - Schizachyrium littorale - Schizachyrium lomaense - Schizachyrium lopollense - Schizachyrium maclaudii - Schizachyrium malacostachyum - Schizachyrium maritimum - Schizachyrium mexicanum - Schizachyrium microstachyum - Schizachyrium microstachyus - Schizachyrium microstzchyum - Schizachyrium minutum - Schizachyrium mitchelliana - Schizachyrium monostachyon - Schizachyrium muelleri - Schizachyrium mukuluense | - Schizachyrium multinervosum - Schizachyrium myosurus - Schizachyrium neo-mexicanum - Schizachyrium neomexicanum - Schizachyrium neoscoparium - Schizachyrium niveum - Schizachyrium nodulosum - Schizachyrium obliquiberbe - Schizachyrium occultum - Schizachyrium oligostachys - Schizachyrium oligostachyum - Schizachyrium pachyarthron - Schizachyrium paniculatum - Schizachyrium paradoxum - Schizachyrium paranjpyeanum - Schizachyrium parvifolium - Schizachyrium penicillatum - Schizachyrium perplexum - Schizachyrium platyphyllum - Schizachyrium plumigerum - Schizachyrium praematurum - Schizachyrium pratorum - Schizachyrium pseudeulalia - Schizachyrium pulchellum - Schizachyrium radicosum - Schizachyrium reedii - Schizachyrium rhizomatum - Schizachyrium riedelii - Schizachyrium ruderale - Schizachyrium rupestre - Schizachyrium salzamani - Schizachyrium salzmanni - Schizachyrium salzmannii - Schizachyrium sanguinem - Schizachyrium sanguineum - Schizachyrium scabriflorum - Schizachyrium schottii - Schizachyrium schweinfurthii - Schizachyrium scintillans - Schizachyrium scoparium - Schizachyrium semiberbe - Schizachyrium semiglabrum - Schizachyrium semitectum - Schizachyrium sericatum - Schizachyrium serratum - Schizachyrium shimadae - Schizachyrium spadiceum - Schizachyrium spicatum - Schizachyrium stoloniferum - Schizachyrium striatum - Schizachyrium sudhanshui - Schizachyrium sulcatum - Schizachyrium tenerum - Schizachyrium tenniberbe - Schizachyrium tenuispicatum - Schizachyrium thollonii - Schizachyrium tomentosum - Schizachyrium triaristatum - Schizachyrium urceolatum - Schizachyrium ursulus - Schizachyrium villosissimum - Schizachyrium villosum - Schizachyrium weberbaueri - Schizachyrium yangambiense - Schizachyrium yangambiensis - Schizachyrium zeylanicum |